# Хубер, Иоганн Рудольф
Иоганн Рудольф Хубер (нем. Johann Rudolf Huber; 21 апреля 1668, Базель — 28 февраля 1748, Базель) — швейцарский художник: живописец-портретист и гравёр, а также государственный деятель и политик.

## Биография
Иоганн Рудольф происходил из древнего германского рода Губеров (Хуберов). Он был сыном Александра Виртса и Катарины Феш. Первые уроки рисования получил в семье в десятилетнем возрасте. Затем обучался в мастерской базельского живописца-портретиста Иоганна Каспара Мейера (1645—1705).
В 1683 году Иоганн Хубер вошёл в домашнюю академию живописца и гравёра Жозефа Вернера в Берне. В 1687 году он отправился в обширное путешествие по Италии, в ходе которого посетил Милан, Мантую, Парму, Пьяченцу, Болонью, Венецию, Флоренцию и Рим. Он долгое время жил в Венеции, где нашёл работу помощника живописца, выходца из Голландии Питера Мулира Младшего по прозванию «Темпеста» (итал. tempesta — «буря, шторм, гроза»).
В 1689 году Хубер поступил в римскую Академию Святого Луки, где стал учеником знаменитого Карло Маратты. После шести лет пребывания в Италии, через Женеву и Лион он приехал в Париж.
Весной 1693 года он вернулся в Базель и вскоре был записан в «Гильдию на небесах» (Zunft zum Himmel'), в 1694 году был избран в Большой совет. Но в пуританском Базеле Хубер не находил себе места, в 1702 году он поселился в аристократическом Берне, где стал получать множество заказов на портреты. Осенью, во время ярмарки, он регулярно ездил в Базель и работал там в течение трёх месяцев. Он часто останавливался на юге Германии, где выполнял заказы маркграфа Баден-Дурлаха Фридриха VII и герцога Вюртемберга Эберхарда Людвига. Получил заказ на портрет невесты герцога — принцессы Иоганны Елизаветы Баден-Дурлахской. В 1738 году он вернулся в родной город.
В июне 1697 года Иоганн Рудольф отправился в Штутгарт, где стал придворным портретистом. в В 1698 году он принимал участие в росписи части помещений герцогского замка в Штутгарте (почти все они были повреждены во время пожара в 1931 году). В Штутгарте он познакомился с немецким поэтом и переводчиком Карлом Дроллингером, с которым у него сложилась многолетняя дружба. В 1699 году Хубер покинул Вюртембергский двор.
В 1705 году Хубер создал портрет Сюзанны Штюрлер ({Susanna Margaretha Stürler, 1668—1740) в образе наяды. Сюзанна и её супруг Иоганн Фришинг (Johann Frisching) были одними из лучших заказчиков Хубера в Берне. В это время Иоганн Рудольф Хубер принимал участие и в политических делах, в частности был участником Баденского договора 1714 года после войны за испанское наследство. Работал в бернской регистратуре, был избран в Малый Совет Базеля, занимая этот пост до своей смерти. Умер 28 февраля 1748 года в Базеле.
Иоганн Рудольф Хубер — один из самых плодовитых художников эпохи барокко в немецкоязычной Швейцарии. Его искусство вдохновлено великими мастерами итальянского Высокого Возрождения, а также французскими академистами Шарлем Лебреном и Пьером Миньяром, работавшими при дворе короля Людовика XIV в Париже. Произведения Хубера декоративны, эффектны и характеризуются общим тёплым колоритом. Хубер работал легко, и его творческое наследие включает около двенадцати тысяч картин. Он писал индивидуальные и групповые портреты, ведуты, исторические и мифологические композиции. Помимо крупноформатных декоративных произведений он создавал гуаши, рисунки и миниатюры. Работы Хубера находятся в художественных музеях Базеля, Берна и Винтертура, где хранится рукописный список его портретов. Он также был известным торговцем произведениями искусства.

## Галерея
- Депутаты Баденского мирного конгресса 7 сентября 1714 года. 1714. Холст, масло. Версаль
- Альбрехт фон Галлер. 1736. Холст, масло. Частное собрание
- Иоганн Рудольф Зиннер. 1704. Холст, масло. Городская библиотека, Берн
- Портрет офицера Никлауса Шарнера. 1719. Холст, масло. Замок Егенсторф
- Портрет маркграфа Карла III Вильгельма Баден-Дурлахского. 1710. Холст, масло. Частное собрание
- Портрет неизвестной. Ок. 1710. Холст, масло. Исторический музей, Берн
- Портрет Сюзанны Маргареты Фришинг, урожденной Штюрлер. 1705. Холст, масло. Частное собрание